# Paccha (El Oro)

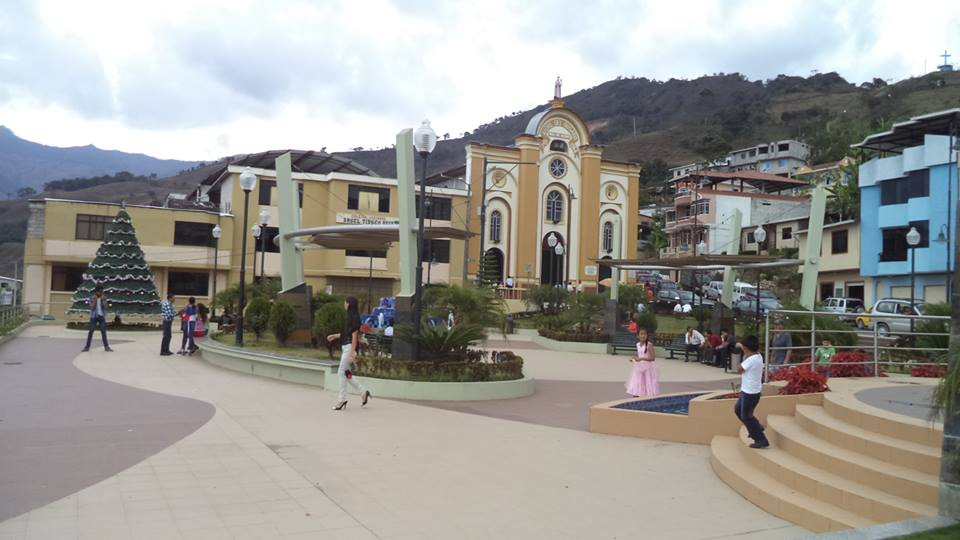
Plaza Central in Paccha

Paccha ist eine Ortschaft und die einzige Parroquia urbana („städtisches Kirchspiel“) im Kanton Atahualpa der ecuadorianischen Provinz El Oro. Verwaltungssitz von Parroquia und Kanton ist der gleichnamige Ort. Die Parroquia Paccha hat eine Fläche von 46,96 km². Die Einwohnerzahl betrug beim Zensus 2010 2311. Davon wohnten 1594 Einwohner im urbanen Bereich von Paccha.

## Lage
Die Parroquia Paccha befindet sich am Westrand der Anden im Südwesten von Ecuador. 
Der 1563 m hoch gelegene Ort Paccha befindet sich knapp 50 km südöstlich der Provinzhauptstadt Machala. Die Fernstraße E585 (Zaruma–Buenavista) führt an Paccha vorbei. Entlang der südöstlichen Verwaltungsgrenze der Parroquia fließt der Río Calera, ein Zufluss des Río Pindo, nach Süden. Die rechten Nebenflüsse Río Palto und Río Bono begrenzen den südlichen Teil der Parroquia im Nordosten und im Südwesten. Das Areal wird im Nordwesten, im Norden und im Nordosten von bis zu 3000 m hohen Bergkämmen eingerahmt.
Die Parroquia Paccha grenzt im Norden an den Kanton Chilla, im Osten an die Parroquia Cordoncillo, im Südosten an die Parroquia Huertas (Kanton Zaruma), im Süden an die Parroquias San José und Milagro sowie im Westen an die Parroquia Ayapamba.

## Geschichte
Der Ort geht auf eine Gründung im Jahr 1709 zurück. Der Ortsname "Paccha" leitet sich von der aus Überlieferungen bekannten Mutter des Inka Atahualpa ab, der Prinzessin Paccha Duchicela. Am 25. April 1984 wurde der heutige Kanton Atahualpa gegründet und Paccha wurde dessen Verwaltungssitz (cabecera cantonal) und eine Parroquia urbana.